# Rothois
Rothois é uma comuna francesa na região administrativa de Altos da França, no departamento de Oise. Estende-se por uma área de 3,18 km². Em 2010 a comuna tinha 225 habitantes (densidade: 70,8 hab./km²).